# کوو (تگزاس)
کوو، تگزاس(به انگلیسی: Cove, Texas) شهری در ایالت تگزاس از ایالات جنوبی ایالات متحده آمریکا است. در سرشماری سال ۲۰۰۰، جمعیت این شهر ۳۲۳ نفر اعلام شد.